# Црква имена Маријиног
Црква имена Маријиног (мађ. Mária Neve templom; хрв. Crkva Imena Marijina)  је католичка жупна црква која се налази на Тргу слободе, у центру Новог Сада. Празник цркве, Име Маријино, слави се 12. септембра. Ова црква је такође и највећа у Новом Саду. Грађани Новог Сада цркву зову и „катедрала”, иако Нови Сад припада Суботичкој бискупији, чија је катедрала у Суботици.

## Католичке цркве у Новом Саду
Прва католичка црква у Новом Саду из првих деценија 18. века била је скромна, привремена грађевина која је 1742. порушена. На истом месту изграђена је нова. Католички надбискуп Габор Патачић осветио је нову цркву 1742. године. У бомбардовању 12. јуна 1849. године и она је била запаљена и срушен јој је торањ. У каснијој обнови првобитни торањ није у целости реконструисан. Новосадски католици нису били задовољни изгледом, па су у Градској скупштини дали иницијативу да се подигне такав који ће приличити Новом Саду као слободном краљевском граду.
Такође, у мостобрану на обали Дунава („Брукшанац“), налазила се црква светог Ивана Непомука, која је срушена приликом градње прилаза Мосту краљевића Томислава и Булевара краљице Марије (данашњи Булевар Михаила Пупина) (1928).

## Садашња црква
Године 1891. донета је одлука да се стара црква поруши и на истом месту изгради нова. Архитекта Георг Молнар израдио је планове током 1892. године и није за тај обиман посао тражио никакву надокнаду (црква му се одужила тако што је поставила његову бисту у ниши лево испод хора у цркви, што је необично за једно световно лице). Исте године стара црква је порушена, а следеће, 1893. године, у новембру месецу предузимачи Стефан Гусек и Карл Лерер, под надзором пројектанта Молнара, завршавају грађевински део посла. У октобру 1894. подигнут је на торањ освећени позлаћени крст. Торањ је висок 72 метра. Црква је дугачка 52, широка 25, висина крова износи 22 метра. У цркви има 4 олтара. Главни је у апсиди где је велика слика Мајке Божије, са угарским краљевима и светитељима Иштваном и Ласлом. Лево од апсиде је олтар Ускрснућа Исусова са фигурама у дрвету светих Петра и Павла. Трећи олтар је посвећен св. Флоријану, заштитнику ватрогасаца, где су у дрвету израђене фигуре светих Емерика и Елизабете, а ту је и слика св. Породице. Четврти олтар смештен је испод хора и посвећен је Христовом гробу са фигурама четири анђела. Скулптуре на свим олтарима су колорисане или су рађене у имитацији камена (мраморација).
Фасада је урађена од жуте фасадне цигле, а сама црква, као и унутрашња резбарија је урађена у неоготском стилу. Прозори су украшени пештанским витражима, док Жолнаи керамика прекрива кровну конструкцију.
Црква је 1904. године оштећена у пожару, када јој је изгорео кров. 
Новосађани цркву грешком називају катедралом, што она није, јер се катедрала налази у седишту бискупије, а седиште бискупије је у Суботици.